# Кунка (річка)
Кунка — річка в Україні, у межах Гайсинського району Вінницької області. Права притока Собу (басейн Південного Бугу). Тече через села Мітлинці, Кунка та Куна. Впадає у Соб за 18 км від гирла. Довжина — 19 км, площа — 89,8 км².

## Притоки
У Кунку справа впадає річка Ставиця, довжиною 6,5 км, що протікає через села Носівці та Кунка. Зліва, за 1 км від гирла, впадає безіменна річка, що протікає через село Куна та має довжину 6 км.